# بردول جوکستا کوگشل
بردول جوکستا کوگشل (به انگلیسی: Bradwell Juxta Coggeshall) یک روستا و محله مدنی در بریتانیا است که در اسکس واقع شده‌است.